# Заставье (Тернопольская область)
Заставье (укр. Застав'є) — село в Великогаевской сельской общине Тернопольского района Тернопольской области Украины. Расположено на реке Гнезна, на юго-востоке района.
Население по переписи 2001 года составляло 447 человек. Почтовый индекс — 47743. Телефонный код — 352.